# Hôtel Nikkō Kanaya
L'hôtel Nikkō Kanaya (日光金谷ホテル, Nikkō Kanaya hoteru) est un hôtel historique de la ville de Nikkō, dans la préfecture de Tochigi au Japon.

## Localisation
L'hôtel Nikkō Kanaya est situé dans la ville de Nikkō, à environ 140 km, à vol d'oiseau, du nord de Tōkyō.
Dans le sud de la ville, il occupe le sommet d'une colline au cœur d'un espace boisé, à environ 100 m au sud du Shinkyō, pont en bois construit au-dessus de la rivière Daiya.

## Histoire
Au début des années 1870, Zenichiro Kanaya, un joueur de shō de l'ensemble de gagaku du sanctuaire Tōshō, reçoit chez lui un missionnaire chrétien américain : James Curtis Hepburn, le créateur d'une méthode de transcription du japonais en lettres latines.
En 1873, suivant le conseil de son hôte étranger, M. Kanaya convertit une partie de sa résidence en auberge pour étrangers. Cette ancienne demeure de samouraï, une structure en bois datant de l'ère Edo (1603–1867) et située au nord de la rivière Daiya près de la villa impériale Tomazawa, devient alors le Kanaya Cottage Inn, surnommé par ses visiteurs occidentaux : « Samurai House ».
En 1893, constatant le succès de son affaire, M. Kanaya fait construire un hôtel de style européen sur la rive droite de la rivière Daiya, non loin du pont Shinkyō : l'hôtel Nikkō Kanaya, une pension de 30 chambres.
En octobre 1945, un mois après la capitulation de l'Empire, les troupes d'occupation anglo-américaines arrivent à Nikkō et réquisitionnent l'hôtel. Jusqu'en février 1952, date de l'entrée en vigueur du traité de San Francisco qui formalise la fin de l'occupation américaine, l'hôtel est un lieu de villégiature pour les militaires étrangers.

## Biens culturels importants nationaux
Le bâtiment original de l'hôtel Nikkō Kanaya, Samurai House, un édifice de trois étages en bois et la plus ancienne structure hôtelière du pays, est inscrit sur la liste officielle des biens culturels importants du Japon depuis 2005.
Le bâtiment secondaire, structure en bois de trois étages mêlant des styles architecturaux européens et japonais, un bâtiment annexe : le Palais du Dragon, structure en bois à deux étages datant de l'ère Taishō (1912-1926), et une autre annexe, construite en 1904, sont aussi sur la liste depuis 2005.

## Clients célèbres
Parmi les nombreux clients célèbres accueillis à l'hôtel Nikkō Kanaya, le livre d'or de l'hôtel signale Ulysses S. Grant (en 1879), 18e président des États-Unis, le physicien Albert Einstein (en 1922), Charles Chaplin (en 1932), cinéaste britannique, Dwight D. Eisenhower (en 1946), 34e président des États-Unis et Haïlé Sélassié Ier (en 1956), dernier empereur d'Éthiopie,.